# روم زاخارکیف
روم زاخارکیف (انگلیسی: Roman Zakharkiv؛ زادهٔ ۲۴ ژانویهٔ ۱۹۹۱) ورزشکار لژسواری اهل اوکراین است.